# Puente La Vidre
El puente La Vidre está situado en las proximidades de la localidad de Trescares en el concejo asturiano de Peñamellera Alta.
Dada su localización en la confluencia de los ríos Jana y Rubó con el río Cares, los puentes son un elemento vital para la vida diaria del pequeño pueblo peñamellerano.

El más antiguo es el Puente la Vidre, que según reza un cartel junto al puente:
"Fue construido en la Baja Edad Media sobre los restos de uno del Alto Imperio Romano que se vincula a la vía romana construida por Agripa remontando el cauce del Deva y el Cares. Cuenta con un solo arco que apoya sus pilares sobre macizos rocosos a ambos lados del río, la calzada está empedrada con cantos de río y protegida con pretiles (Reconstruidos en el año 2001)"
Este puente aún se utiliza habitualmente debido a que no existe otro medio que comunique las dos orillas del río Cares en la localidad, es uno de los iconos del municipio. Incluso se utiliza para rodar anuncios publicitarios como el de la archifamosa marca de refrescos en el año 2011.
Más moderno es el puente que une el barrio El Pontón con el resto del pueblo cerca de la desembocadura del río Jana, que fue reconstruido tras destruido durante el transcurso de la Guerra Civil en la zona.
Según los estudios el puente inicial formaría un ramal de la calzada romana de la Vía Marítima de Agripa.